# Michael Kenyon
Pour les articles homonymes, voir Kenyon.
Michael F. Kenyon, né le 26 juin 1931 à Huddersfield dans le Yorkshire de l'Ouest en Angleterre et mort le 29 mai 2005 à Southampton sur l'île de Long Island dans l'État de New York, est un écrivain britannique devenu citoyen américain, auteur de roman policier.

## Biographie
Il fait des études au Wadham College de l'université d'Oxford et grâce à une bourse, pendant un an, à l'université Duke en Caroline du Nord. Il travaille comme reporter à l'Evening Post de Bristol, au News Chronicle et au Guardian de Londres. Puis, il enseigne le journalisme à l'université de l'Illinois pendant dix-huit mois avant de se consacrer à l'écriture. Il s'installe définitivement aux États-Unis à la fin des années 1980 et devient citoyen américain en 1997.
En 1965, il publie son premier roman Voir l’Irlande et mourir (May You Die in Ireland), un « roman d’espionnage inhabituel et séduisant » selon Claude Mesplède et Jean-Jacques Schleret. Son second roman traduit en français Viol à l’irlandaise (The Rapist) se déroule en Irlande comme une grande partie de ses autres romans. Il s'agit d’une étude des mœurs des habitants d'un village face au viol d'une jeune américaine.
Il est également l'auteur de deux séries, celle du Superintendent O'Malley, un policier irlandais, et celle de Inspecteur Peckover, un policier de Scotland Yard et poète. 
Il meurt d'une crise cardiaque en 2005.

## Œuvre

### Romans
- May You Die in Ireland, 1965
  - Voir l’Irlande et mourir, collection Espionnage no 9, Plon, 1966, Sélection du Reader's digest, 1966
- The Whole Hog, 1967 (autre titre (The Trouble with Series Three)
- Out of Season, 1968
- Green Grass, 1969
- Mr. Big, 1975
- Brainbox and Bull, 1976
- The Rapist, 1977
  - Viol à l’irlandaise, Super noire no 92, 1978
- Deep Pocket, 1978
- The Molehill File, 1978

### Série SuperintendentO'Malley
- Hundred Thousand Welcomes, 1970
- Shooting of Dan McGrew, 1972
- A Sorry State, 1974

### Série InspecteurPeckover
- Zigzag, 1980
- The Man at the Wheel, 1982 (autre titre (The God Squad Bod)
- A Free-Range Wife, 1983
- A Healthy Way to Die, 1986
- Peckover Holds the Baby, 1988
- Kill the Butler!, 1991
- Peckover Joins the Choir, 1992
- Peckover and the Bog Man, 1994

### Autre ouvrage
- A French Affair: A British Family at Home in Southwestern France, 1992

## Sources
- Claude Mesplède (dir.), Dictionnaire des littératures policières, vol. 2 : J - Z, Nantes, Joseph K, coll. « Temps noir », 2007, 1086 p. (ISBN 978-2-910686-45-1, OCLC 315873361).
- Claude Mesplède, Les années "Série noire" bibliographie critique d'une collection policière, t. 4 : 1972-1982, Amiens, Encrage, coll. « Travaux » (no 25), 1995, 318 p. (ISBN 978-2-906389-63-2), p. 184-185.
- Claude Mesplède et Jean-Jacques Schleret, SN, voyage au bout de la Noire : inventaire de 732 auteurs et de leurs œuvres publiés en séries Noire et Blème : suivi d'une filmographie complète, Paris, Futuropolis, 1982 (OCLC 11972030), p. 218